# Brandov
Brandov (deutsch Brandau) ist eine Gemeinde im  Ústecký kraj in Tschechien.

## Geografie

### Lage
Brandov liegt im böhmischen Teil des Erzgebirges im Genzzipfel zum etwa vier Kilometer nordwestlich gelegenen Olbernhau in Sachsen, am Zusammenfluss von Natzschung, Schweinitz und Flöha. Alle genannten Flüsse bilden abschnittsweise die Staatsgrenze zu Deutschland im Westen bzw. Osten der Gemeinde. Es besteht ein PKW-Grenzübergang ins benachbarte Olbernhau.

### Gemeindegliederung
Für die Gemeinde Brandov sind keine Ortsteile ausgewiesen. Zu Brandov gehören die Ortslage Zelený Důl (Böhmisch Grünthal) und die Wüstung Schweinitzmühle.

### Nachbarorte
|                 | Olbernhau                                   |           |
| Kalek (Kallich) | Kompassrose, die auf Nachbargemeinden zeigt | Olbernhau |
|                 | Hora Svaté Kateřiny (Sankt Katharinaberg)   |           |

## Geschichte

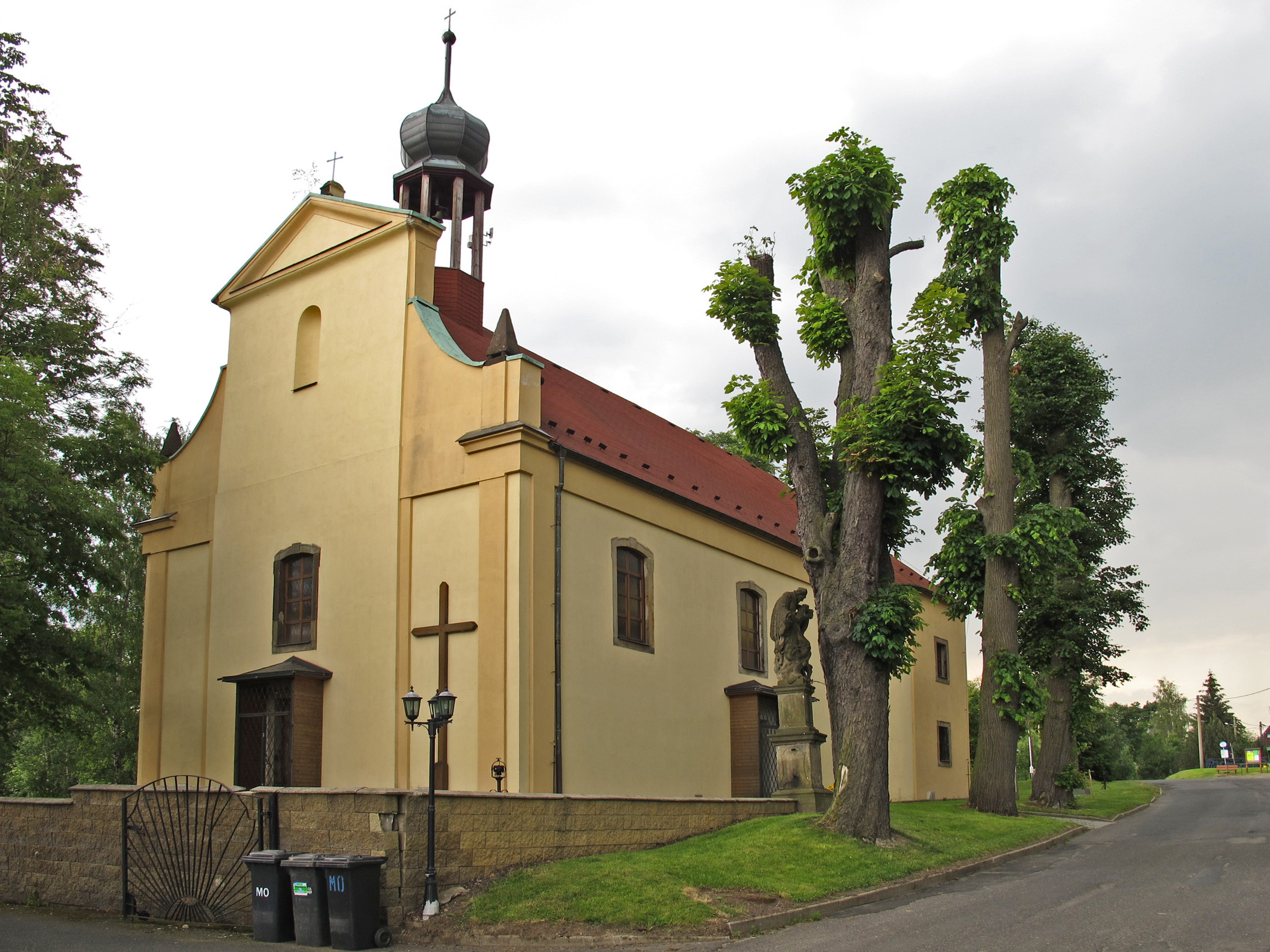
Kirche Erzengel Michael

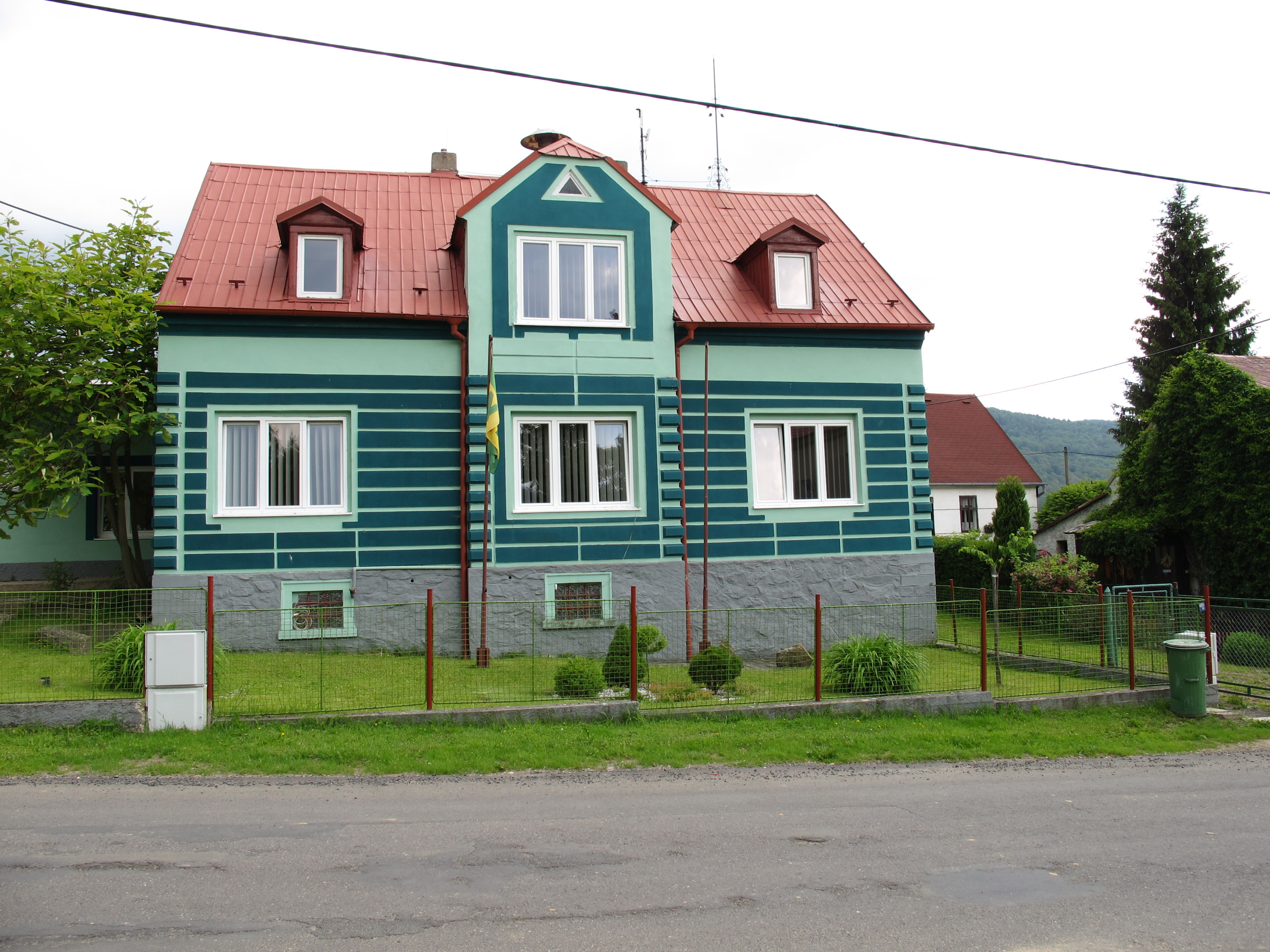
Brandov - obecní úřad (Rathaus)

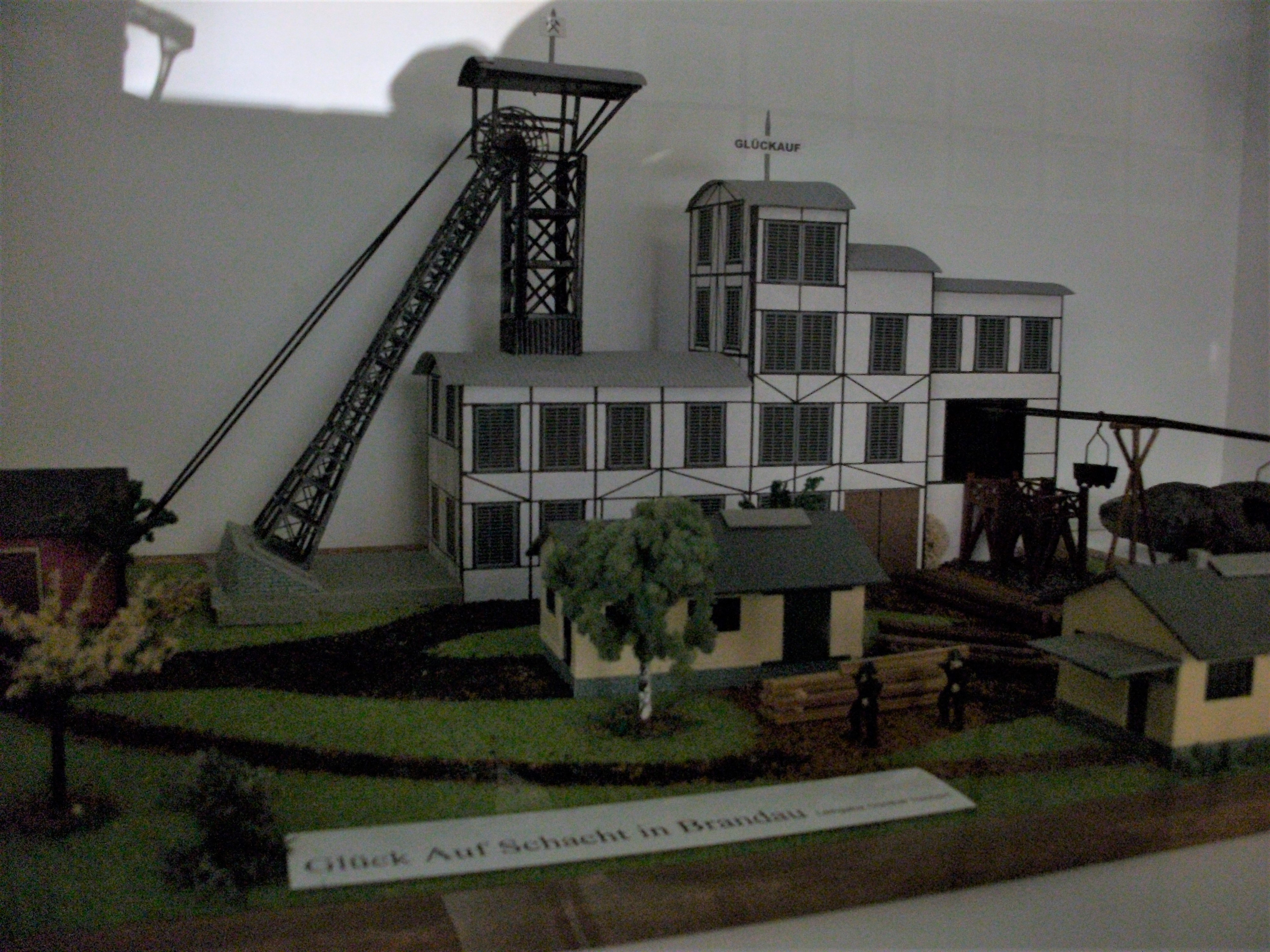
Glückauf-Schacht Brandau, Modell

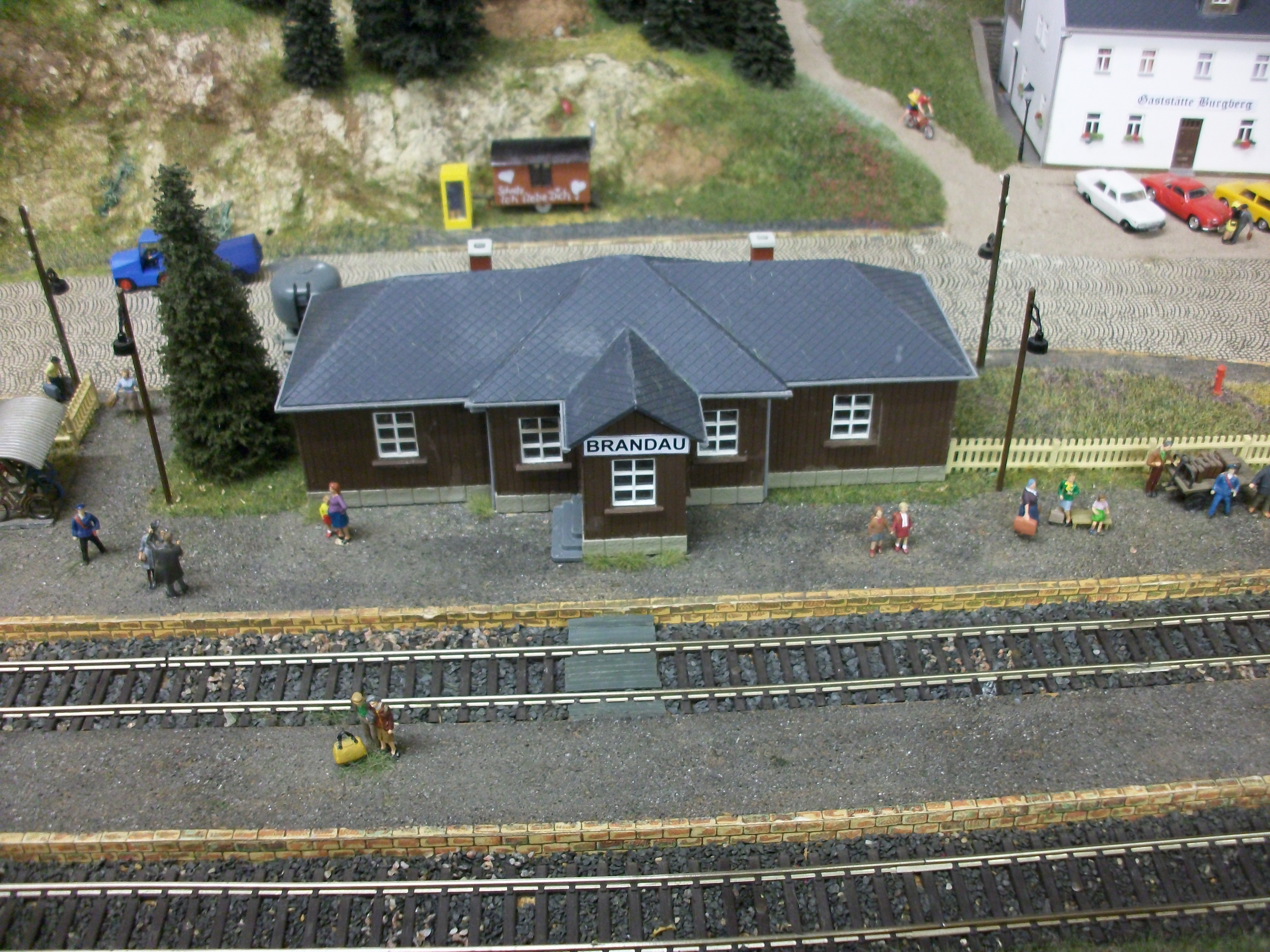
Modellbahnausstellung Pockau, Empfangsgebäude Brandau

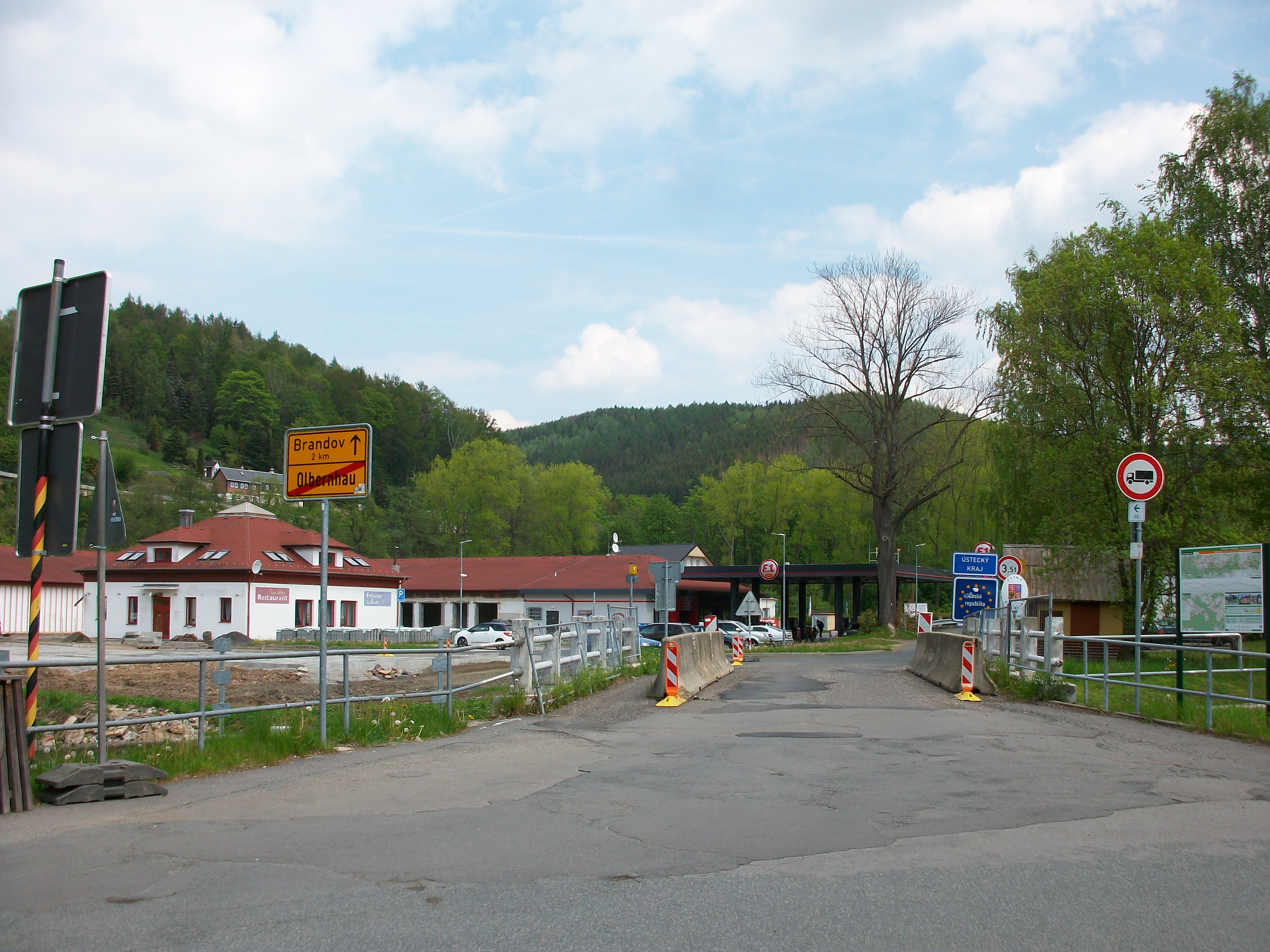
Grenzübergang Grünthal (Olbernhau)–Zelený Důl (Brandov), Blick nach Zelený Důl

Zwischen Olbernhau-Rothenthal und dem heutigen Brandau existierte im Mittelalter eine Burg in der Flur des heutigen Brandau (Brandov). Ihr Name ist nicht überliefert. Im Volksmund wurde sie als „Raubschloß“ oder als „Altes Schloß“ betitelt. Sie diente wohl der Kontrolle eines Böhmischen Steiges in der Phase der Besiedelung des Erzgebirges um 1200. Der Burgstall ist erhalten. Schon 1844 wird diese Anlage von Franz Alexander Heber erwähnt. 
Brandov wurde im 16. Jahrhundert gegründet, die ersten schriftlichen Nachweise stammen aus dem Jahr 1549. Seinen Namen hat der Ort vermutlich von einer Brandrodung. Brandau war berühmt für Eisenfunde, viele Einwohner widmeten sich auch der Holzbearbeitung. Gottlieb Felix erwarb durch Kauf von Georg von Carlowitz Böhmisch Grünthal und Brandau. 1622 wurde das erste Mal die Kirche erwähnt. 1673 wurde Brandau zur Pfarrei. Von 1720 bis 1730 erbaute man die barocke Kirche Erzengel Michael. Aus dem Jahr 1730 stammt die Statue des Heiligen Johann Nepomuk. 1780 wurde die Pfarrei errichtet.
In den Jahren nach 1851 wurde gegenüber dem Haus Nr. 10 vergeblich nach Kohle gesucht. Erst später wurden weitere Bohrungen durchgeführt, diesmal mit Erfolg. Man fand im Wald beim Pferdebach (Koňský potok) Steinkohle. Kurz darauf wurde eine Gesellschaft gegründet, die von den Direktoren der Eisenwerke in Kallich (Kalek) geführt wurde. 1853 begann man mit der Gewinnung der Kohle. Die Grube erhielt den Namen „Gabriele“ zu Ehren von Gräfin Marie Gabrielle von Buquoy, der Besitzerin des Schlosses Rothenhaus. Nach dem Tod der Gräfin kam es zum Niedergang des Bergwerks, so arbeiteten 1876 nur noch 6 Bergarbeiter im Schacht.
Der Besitz Rothenhaus wurde an die Tochter Isabella vererbt, deren Tochter Maria Gabriele Prinz Ludwig Karl Gustav von Hohenlohe-Langenburg heiratete. Der Prinz fiel am 26. Juli 1866 in der Schlacht bei Königgrätz, seinen Besitz übernahm sein Sohn Gottfried.
1893 erwarb der Berliner Kaufmann und Unternehmer Johannes Schlutius (1861–1910) die Bergwerke. Unter seiner Führung entwickelte sich das Unternehmen positiv. Durch die neu erschlossenen Anthrazitkohle-Vorkommen wuchs die Anzahl von 15 Bergleuten 1900 auf 92. Im Juni 1898 wurde das Bergwerk modernisiert, es wurde eine Bahn gebaut. Ende des 19. Jahrhunderts wurde Brandau zum Pfarrdorf ernannt. Neben der Kirche St. Michael gab es im Dorf eine Postagentur und eine Mühle. Die Bewohner waren vor allem im Bergbau tätig waren und fertigten Holzspielzeug. Die Gemeinde selbst gehörte zum Gerichtsbezirk Katharinaberg.
Zu Anfang des 20. Jahrhunderts wuchs die Anzahl der Bergarbeiter weiter, und in der Nähe des Dorfs entstand eine Bergarbeiterkolonie. Das Bergwerk bekam einen Dampfgöpel, und ein weiterer Förderturm wurde errichtet. Der Förderschacht war inzwischen 600 Meter lang und 60 Meter tief. Das änderte sich nochmals, als 1906 am oberen Ende des Dorfs ein weiterer Schacht niedergebracht wurde („Glückauf-Schacht“) (Zdař Bůh). Daneben wurde ein großes Gebäude mit Büros und Wohnungen für die Angestellten errichtet.
Der „Glückauf-Schacht“ war durch eine Transportseilbahn mit Olbernhau in Sachsen verbunden. Dorthin wurde die meiste Kohle gebracht und als „Olbernhauer Anthrazitkohle“ vermarktet. 1910 wurden 172 Bergarbeiter beschäftigt.
Nach dem Ausbruch des Ersten Weltkriegs wurde die Grenze zu Sachsen geschlossen. Auch die Telefonleitungen wurden gekappt und die Kohle lag nun in Brandau auf Halde. Erst nach langwierigen Verhandlungen durfte die Kohle wieder nach Sachsen befördert werden.
1921 wurde die Arbeit in den Bergwerken wegen der fortschreitenden Inflation unterbrochen, die Förderung wurde unrentabel. Die finanzielle Lage verschlechterte sich derart, dass die Grube „Gabriele“ versteigert werden musste. Die Regierung unterband aber die Versteigerung, die Grube wurde geschlossen und demontiert. 1924 arbeiteten hier nur noch 73 Arbeiter. Viele der Einwohner mussten sich neue Arbeit suchen – als Bauarbeiter, Tischler oder Holzarbeiter, weitere fanden Arbeit in Bergwerken in Nordböhmen unter den Bergen, andere gingen zu den Walzwerken F. A. Lange in Grünthal, die auch in Böhmisch Grünthal (Zelený důl) Werksanlagen hatten. Landwirtschaft hatte hier nie die große Bedeutung, sie diente meist als Nebenerwerb.
Der am 15. Juni 1928 eröffnete Haltepunkt Brandau lag als einzige Station der Bahnstrecke Olbernhau-Grünthal–Deutschneudorf auf tschechoslowakischem Territorium und ging erst ein Jahr nach der Streckeneröffnung 1927 in Betrieb. Das kleine, eingeschossige Empfangsgebäude in Fachwerkbauweise enthielt neben Warte- und Dienstraum auch Räumlichkeiten für die tschechoslowakischen Grenz- und Zollbeamten. Nach 1945 wurde der Haltepunkt aufgrund der geänderten politischen Situation nicht mehr bedient. Die Hochbauten wurden um 1970 abgerissen.
Während des Zweiten Weltkriegs erwog man, die Kohleförderung wieder aufzunehmen. 1942 wurde dieser Gedanke endgültig verworfen. Die Kohlereserven waren völlig aufgebraucht. 1946 wurde mit der Vertreibung der Deutschen Bevölkerung begonnen. Für die Deutschen kamen zwar Tschechen; aber das Dorf verlor bis 1950 über 2000 Einwohner. Auch in den folgenden Jahren ging die Anzahl der Einwohner stetig zurück. Heute leben hier 268 Menschen, und das Dorf dient als Naherholungsort.
Der Ort ist Bestandteil des Projekts Sächsische Kohlenstraße.

## Entwicklung der Einwohnerzahl
| Jahr | Einwohnerzahl |
| ---- | ------------- |
| 1869 | 1229          |
| 1880 | 1428          |
| 1890 | 1717          |
| 1900 | 2131          |
| 1910 | 2896          |

| Jahr | Einwohnerzahl |
| ---- | ------------- |
| 1921 | 2572          |
| 1930 | 2473          |
| 1950 | 393           |
| 1961 | 453           |
| 1970 | 419           |

| Jahr | Einwohnerzahl |
| ---- | ------------- |
| 1980 | 269           |
| 1991 | 237           |
| 2001 | 257           |
| 2011 | 243           |

## Söhne und Töchter der Gemeinde
- Willi Neubert (1920–2011), Maler des Bitterfelder Weges
- Walter K. Werner (1931–2008), Volkskünstler und Holzkunsthandwerker